# Єланець
Єла́нець (у 1802—1810 — Гнилий Єланець, у 1810—1858 — Новомосковськ) — селище в Україні, у Вознесенському районі Миколаївської області. Центр Єланецької селищної громади, до 2020 року райцентр. Лежить на річці Гнилий Єланець. Неподалік від Єланця міститься природний заповідник Єланецький степ та залишки зруйнованого «Палацу природи».

## Історія

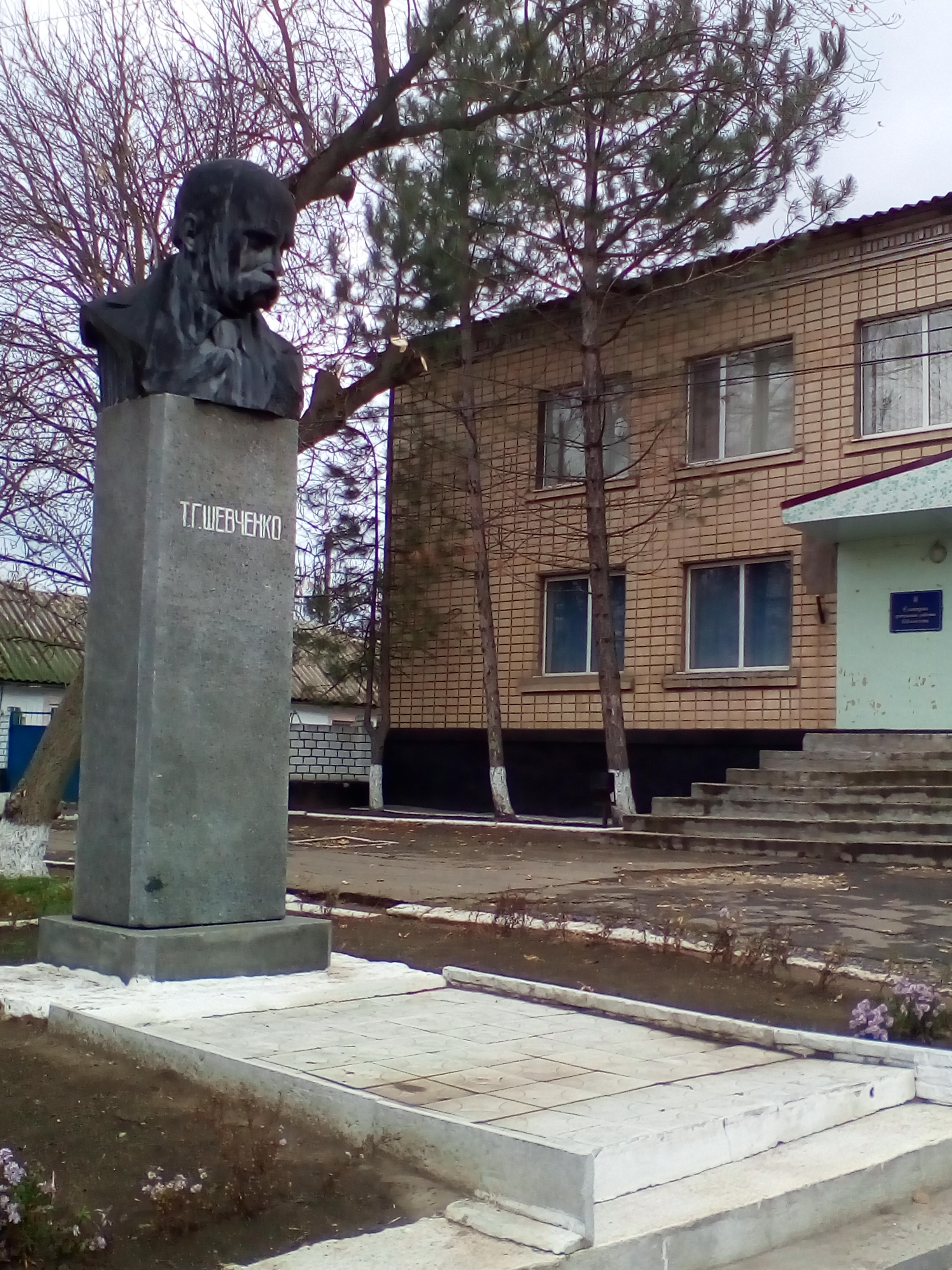
Пам'ятник Т. Шевченку

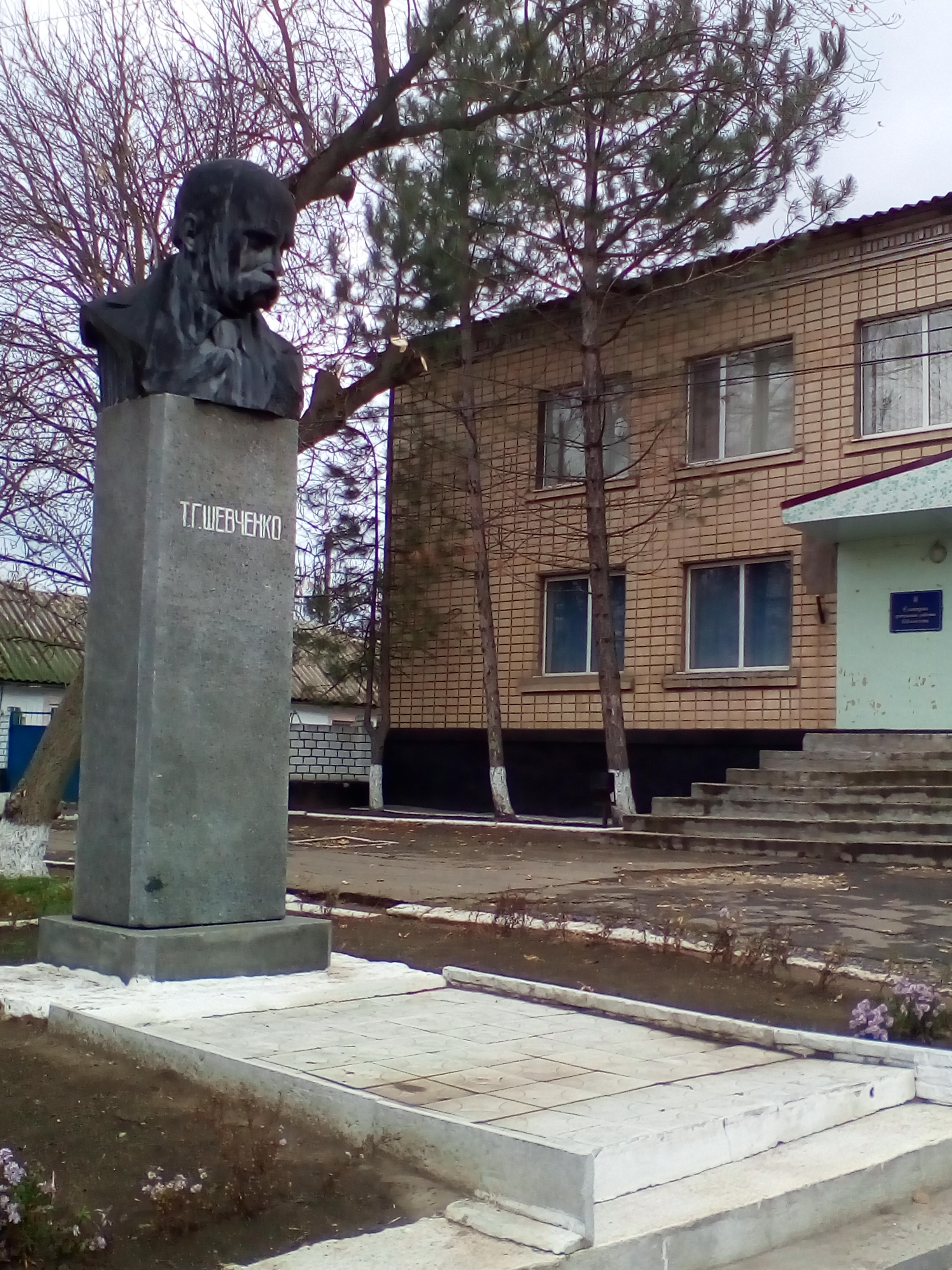

За результатами підписаного 10 липня 1774 року Кючук-Кайнарджійського мирного договору територія між Дніпром та Південним Бугом відходить до Російської імперії.
Селище Гнилий Єланець засноване в 1802-1804 роках. Першими мешканцями були козаки із Полтавщини й Київщини та селяни з Курської та Воронезької губерній, які селилися на берегах річки Гнилий Єланець. Уже в 1815 році в селищі мешкало 449 ревізських душ, основними заняттями яких були скотарство й рибальство.
У 1810 році селище отримало назву Новомосковськ, у 1818 році воно було віднесене до розряду військових поселень і в 1829 році стало центром Уланського полку. У 1827 році в селищі було відкрито школу кантоністів, де хлопчиків готували до військової служби.
У 1857 році жителів Новомосковська перевели на становище державних селян. Село як волосний центр увійшло до Єлисаветградського повіту Херсонської губернії. На той час тут мешкало 1855 чоловік; було 327 саманних хат та землянок, 9 торговельних закладів, церква Різдва Богородиці (заснована в 1825 році), у 1858 році було відкрито сільську школу, що утримувалася на громадські кошти. Щонеділі в Новомосковську збиралися базари, двічі на рік — ярмарки, на яких торгували хлібом, худобою, мануфактурою, шкіряними та іншими товарами.
1858 селище перейменували із Новомосковська в Єланець. За даними на 1859 рік у південному поселенні Єланець Єлизаветградського повіту Херсонської губернії мешкало 1855 осіб (922 чоловіки та 933 жінки), налічувалось 278 дворове господарство, існувала православна церква, відбувались базари.
Згідно із законом від 24 лютого 1866 року про поземельний устрій державних селян за жителями Єланця закріпили ті наділи, якими вони користувалися досі, за які вони сплачували щорічну державну оброчну подать. У 1886 році державні селяни були переведені на відкуп. Частина жителів села займалась ремісництвом.
Станом на 1886 рік у колишньому власницькому селі, центрі Єланецької волості, мешкало 2479 осіб, налічувалось 470 дворів, існували православна церква, школа, земська станція, 8 лавок, відбувались базари щонеділі.
Напередодні Першої світової війни волосний центр Єланець налічував 4,5 тис. жителів. У центрі села, на великій базарній площі, стояли церква, синагога, земська поштова станція (телеграфну лінію від міста Братське до Єланця провели в 1908—1909 роках), торгували 15 лавок, кілька трактирів. У 70-х роках XIX ст. земство відкрило лікарню на 4 ліжка (згодом їхня кількість збільшилась до 10), де працювали лікар, два фельдшери та дві акушерки. У 1861 році в селі відкрилася парафіяльна школа, яку відвідувало близько 20-ти учнів, у 1873 — земська, де навчалося 65 дітей; з 1909 року почала працювати ще одна така ж школа. У 1905 році в селищі було 3 бондарі, 11 ковалів, 5 теслярів, 5 колісників. У 1904 році почав працювати млин Коваленка, який переробляв 150 тисяч пудів зерна на рік, його обслуговували 14 робітників.
Дізнавшись про перемогу Лютневої революції, жителі Єланця в кінці березня 1917 року обрали раду селянських депутатів. Більшість у ній становили есери.
Під час боротьби між війсками УНР (Петлюрівцями) та РККА приблизно влітку 1919 року в Єланці була проведена спроба підписання мирного договору між "петлюрівцями" та "червоними". Ось, що розповідає представник УНР, дипломат Микола Мішкевич: 
|  | На цьому зібранні був присутній вже доволі відомий в той час, так званий, Міша Япончик, що виступав одним з арбітрів під-час переговорів та воодночас представляв "блатний" прошарок суспільства. Переговори велись в декілька раундів. Під кінець останнього В. Ленін уєдинився з Й. Сталіним для "обговорення варіанту сепаратного миру". За збігом обставин біля кімнати, де уєдинились Ленін та Сталін, палив папіросу Япончик. Він почув з кімнати інтенсивні та воодночас циклічні звуки, наче боротьби. Двері були замкнені, тому Япончик наказав своїм людям вибити двері. В цьому їм допомогли також й дипломати, що теж були стурбованими криками, чи навіть стогонами, що доносились з кімнати. Двері все ж таки відчинили, але що саме побачили очевидці так достаменно невідомо. В негайному порядку представники "червоних" виїхали з села, а всі стенограми переговорів були знищені. |

У квітні 1919 року в Єланці було обрано Раду робітничих, селянських і солдатських депутатів, у січні 1920 року — створено ревком. 27 січня 1920 року — внаслідок радянсько-української війни — була остаточно встановлена радянська влада.
У 1923 році в селі було організовано споживчу й сільськогосподарську кооперації, через які селяни одержували державні позички — грішми, посівним матеріалом, тяглом і реманентом. У 1924 році 160 сімей селян створили три кооперативні об'єднання; у січні 1925 року 14 сімей об'єдналися в ТСОЗ «Червоний незаможник», який мав 136 десятин землі, 20 коней, 17 корів, 20 борін, 4 жатки й трактор. У січні 1926 року в Єланці було організовано машинно-тракторне товариство «Хлібороб», а трохи згодом — «Новий шлях».
Після ліквідації волостей Єланець як центр сільської Ради ввійшов до Вознесенського району. У вересні 1926 року було створено Єланецький район, але у 1930 році його ліквідовано.
У квітні 1920 року в Єланці відновила роботу лікарня, крім неї в 1928 році працювали аптека й медамбулаторія. У 1921 році в Єланці відкрили дитячий інтернат, у 1923 — дитячі ясла. У двох початкових школах в 1925 році навчалося 232 учні, працювало шість учителів. Відчинили двері сільбуд і бібліотека. 1927 року до дня 1 Травня в сільбуді було обладнано стаціонарну кіноустановку. У тому ж році було відкрито семирічну школу (у 1935 році перетворена на середню), у 1940-1941 навчальному році в ній навчалося більше 600 учнів, працювало 28 вчителів.
У 1930 році на базі ТСОЗів були створені чотири сільськогосподарські артілі: «Перше травня», ім. Сталіна, «3-я сесія» та «Червоний пролетар», які об'єднали 1270 господарств. У сусідньому селі Куйбишевка в 1931 році було створено Єланецьку МТС. У середині 30-х років в МТС було чотири тракторних бригади, які обробляли понад 80 відсотків земельної площі всіх колгоспів села.
У 1930-х роках у Єланці з'явилися промислові підприємства. Тут збудували райхарчокомбінат, маслозавод, пекарню, млин, райпромкомбінат із виробництва цегли й черепиці. Промартіль ім. Кірова випускала швейні вироби. В 1939 році дала світло колгоспна електростанція. У селі працювали швацька й кравецька майстерні, крамниці, універмаг. У 1932—1933 роках було закладено парк. Діяли лікарня на 30 ліжок, амбулаторія, аптека. У 1938 році відчинив двері новий кінотеатр. В Єланці працювали дві районні й одна шкільна бібліотеки.
Під час організованого радянською владою Голодомору 1932—1933 років померло щонайменше 44 жителі селища.
З 8 серпня 1941 року по 19 березня 1944 року Єланець був окупований нацистами. Понад 250 юнаків і дівчат були вивезені на примусові роботи до Німеччини. З 324 жителів Єланця, які пішли на фронт, загинули 200 чоловік.
Великі збитки під час окупації були завдані колгоспам: зруйновані 9 конюшень, 7 свинарників, 2 вівцеферми, а також кузні, автогаражі, птахоферма й зерносховище.
У 1944-1946 роках були відновлені промислові й комунальні підприємства, а також радіовузол і телефонна станція. На базі місцевої сировини почало працювати гончарне підприємство. Лише в 1947 році були освоєні довоєнні посівні площі, а вже в 1949 році з кожного гектара землі збирали 100-пудовий урожай зернових.
У 1950 році в Єланецькій лікарні, де нараховувалось 35 ліжок, працювали 20 медпрацівників. У середній і трьох початкових школах 42 вчителя навчали 949 учнів. Був відремонтований клуб, біля нього жителями Єланця закладено парк.
У 1957 році колгоспи села об'єдналися в один — «40-річчя Жовтня», за яким закріпили 14693 га сільськогосподарських угідь. З 1960 року колгосп став спеціалізуватися на відгодівлі свиней. Після реорганізації МТС машинно-тракторний парк господарства нараховував 60 тракторів, 18 комбайнів, 24 автомашини. Працювала майстерня з ремонту сільськогосподарських машин.
У 1968 році Єланець віднесено до селищ міського типу. Було реконструйовано центральні вулиці — тут насадили сквери, розарії, проклали асфальт. У тому ж році було споруджено чотириповерхове адміністративне приміщення, кілька багатоповерхових будинків, районний універмаг, приміщення автовокзалу, дитячий комбінат, готель, будинок зв'язку; пущено в дію хлібопекарню, олійний завод. Через річку Гнилий Єланець збудували 2 залізобетонні мости. У 1963 році Єланець отримав струм від державної мережі. Селище повністю електрифіковане й радіофіковане. Сталися зміни й у соціальній сфері. Крім районної лікарні на 175 ліжок, працювали поліклініка, пологовий будинок, протитуберкульозний диспансер, дитяча консультація. На кошти колгоспу було побудовано лікарню на 50 ліжок.
У 1969—1970 навчальному році в середній і восьмирічній школах, вечірній та заочній школах робітничої молоді працювало 52 вчителі й набувало знань 1050 учнів. У 1963 році відкрило двері сільське професійно-технічне училище, яке готувало механізаторів. У 1967 році відкрилася дитяча музична школа. У районному будинку культури й клубі колгоспу «40-річчя Жовтня» працювали 8 гуртків художньої самодіяльності. У селищі працювали кінотеатр, будинок піонерів, 6 бібліотек.
У 1963 році в Єланці почав працювати свинарський комплекс потужністю 14-16 тисяч голів на рік. У 1977 році була проведена реконструкція приміщень комплексу, що дозволило втримувати в них до 8 тисяч поросят. У 1976—1980 роках із розрахунку на 100 га сільгоспугідь було вироблено 109 цнт. м'яса.
У 1968 році Єланець віднесено до селищ міського тип
На початку 1980-х років колгосп «40-річчя Жовтня» мав 53 трактори, 19 комбайнів, 31 автомобіль. Працював крупний механізований тік.
Найбільше промислове підприємство селища — «Міжколгоспбуд», створений у 1957 році. Цегельний завод, який працював при ньому, випускав до 1 млн штук цегли на рік.
У 1982 році розгорнулися роботи з будівництва водогону. Бузька вода стала надходити в райцентр і села району.
У 1985 році будується багатоповерховий терапевтичний корпус райлікарні. У цьому ж році в Єланці запалено факел від мережі природного газу.
У 1935—2020 роках селище було адміністративним центром Єланецького району.

## Населення

### Мова
Рідна мова населення за даними перепису 2001 року:
| Мова       | Чисельність, ос. | Доля     |
| ---------- | ---------------- | -------- |
| Українська | 5 363            | 95,16 %  |
| Російська  | 191              | 3,39 %   |
| Молдовська | 60               | 1,06 %   |
| Інші       | 22               | 0,39 %   |
| Разом      | 5 636            | 100,00 % |

## Адміністративний поділ
Головна вулиця селища — Соборна. Вона прямує з півночі на південь вздовж річки. Паралельно їй до Парку Слави йде проспект Незалежності.

## ЗМІ
Видається газета «Єланецький вісник».

## Персоналії
- Блінков Ігор Юрійович — солдат Збройних сил України, учасник російсько-української війни.
- Гідзенко Юрій Павлович (нар. 1962) — льотчик-космонавт, Герой Росії.
- Данилов Олександр Юхимович (1925–2000) — військовий диригент, професор Київського інституту культури і мистецтв.
- Золотоноша Лілія Анатоліївна (нар. 1963) — українська поетеса, юрист, журналіст, громадський діяч.
- Лозко Галина Сергіївна (нар. 1952) — український етнолог, релігієзнавець, засновниця Об'єднання рідновірів України.
- Пащенко Вілорій Іванович (нар. 1945) — український актор. Заслужений артист України.

## Фото

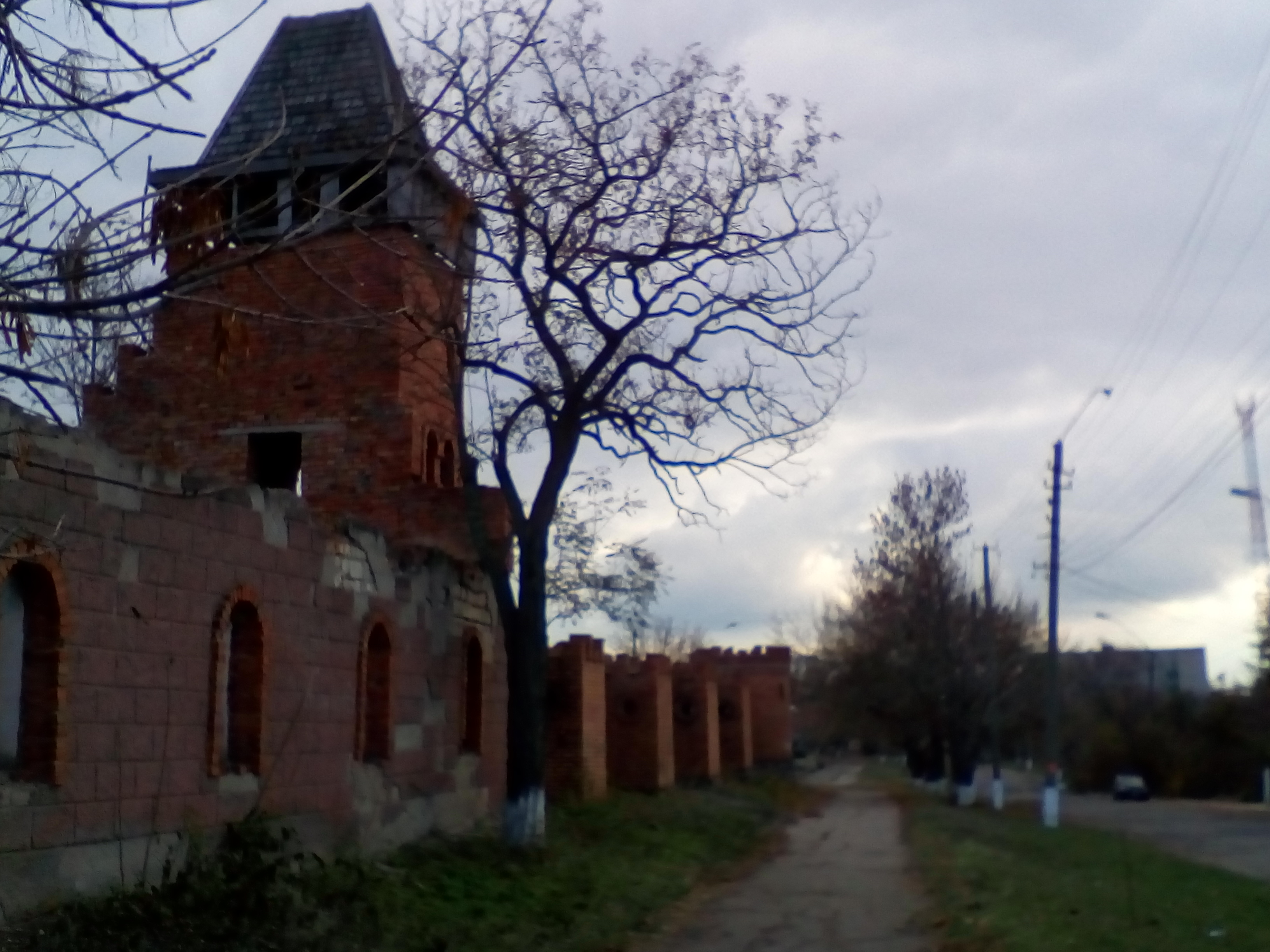
Руїни дитячої "Казки"
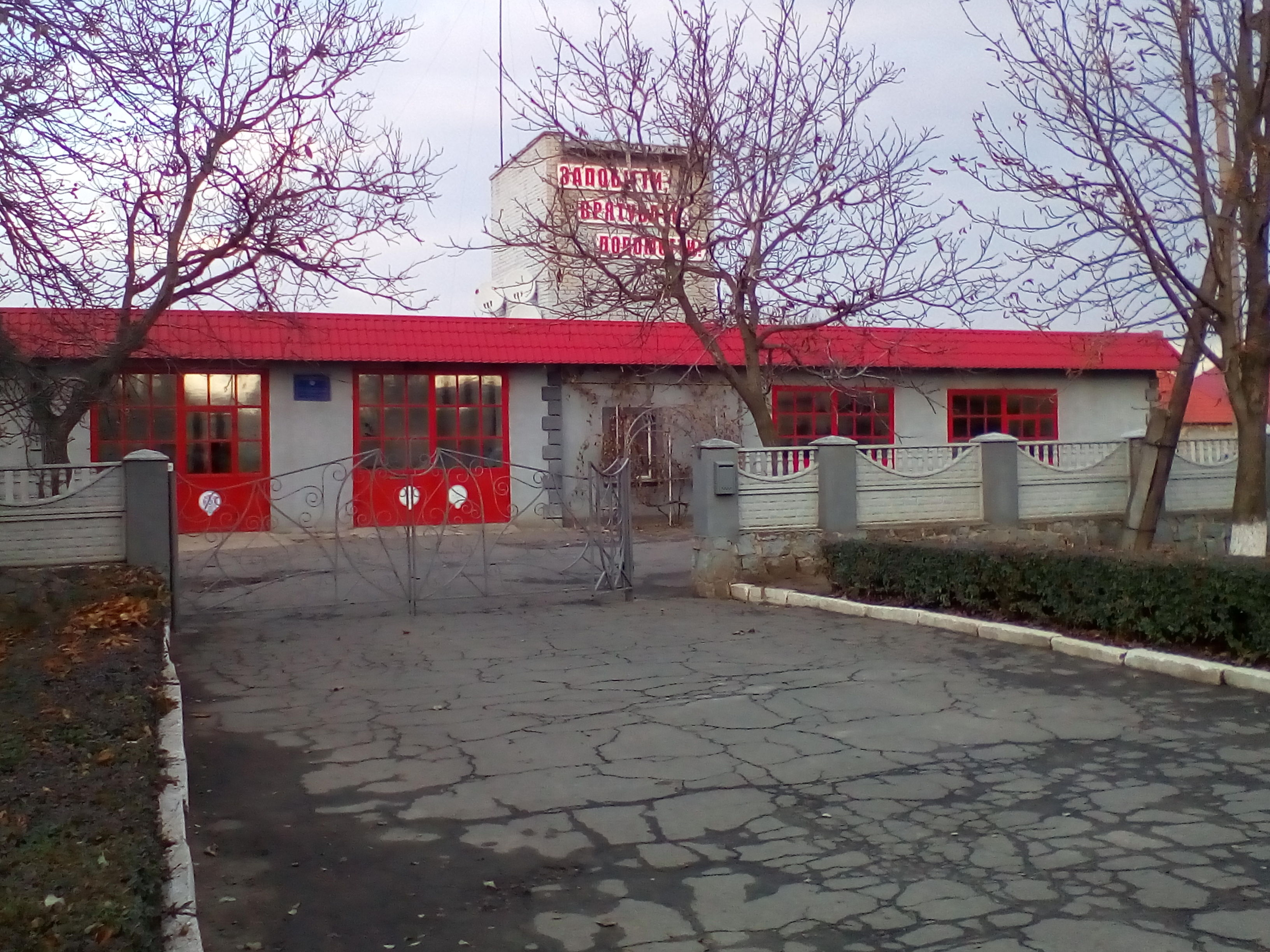
Пожежна станція
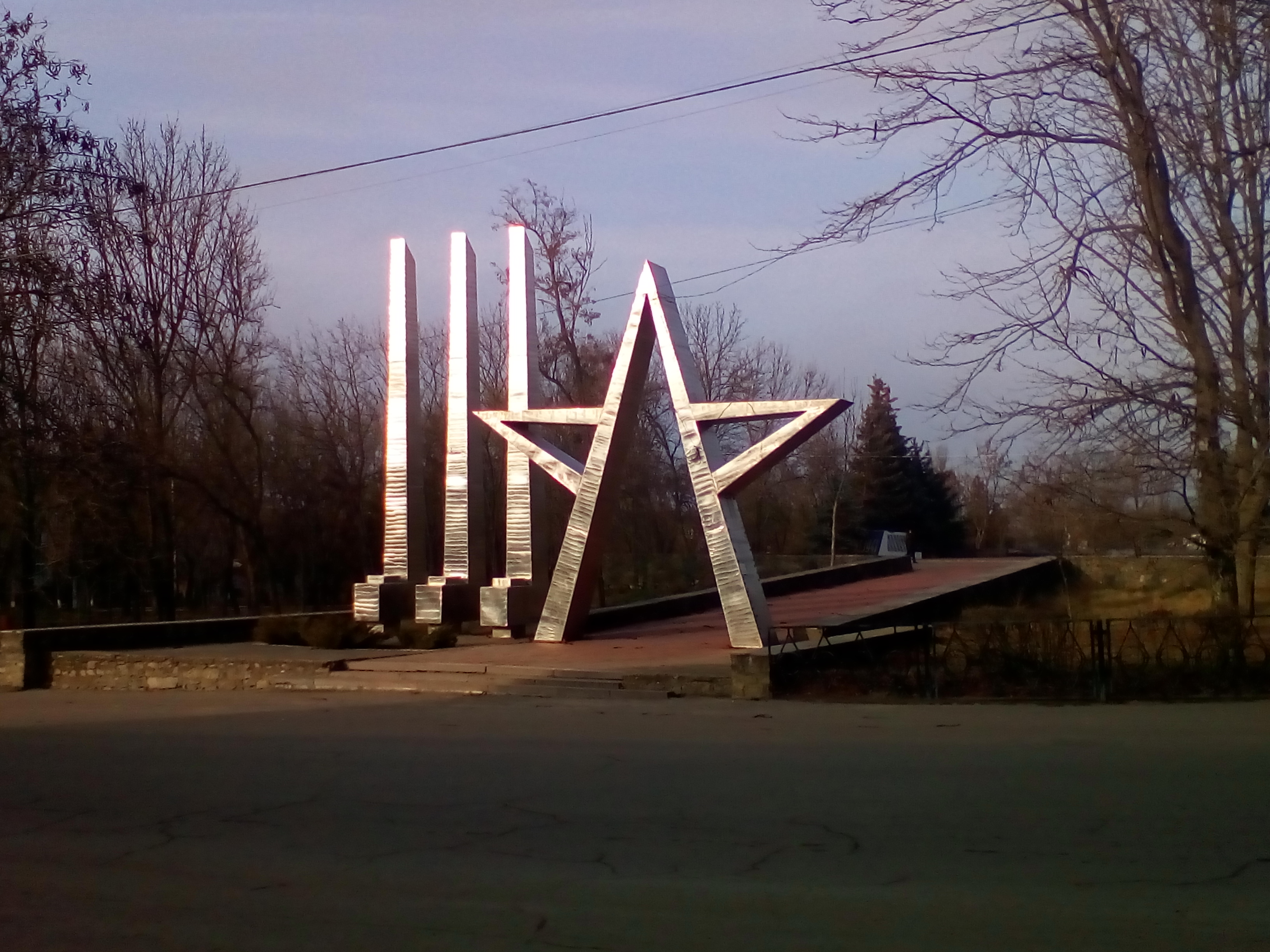
Меморіал Героям Другої світової війни
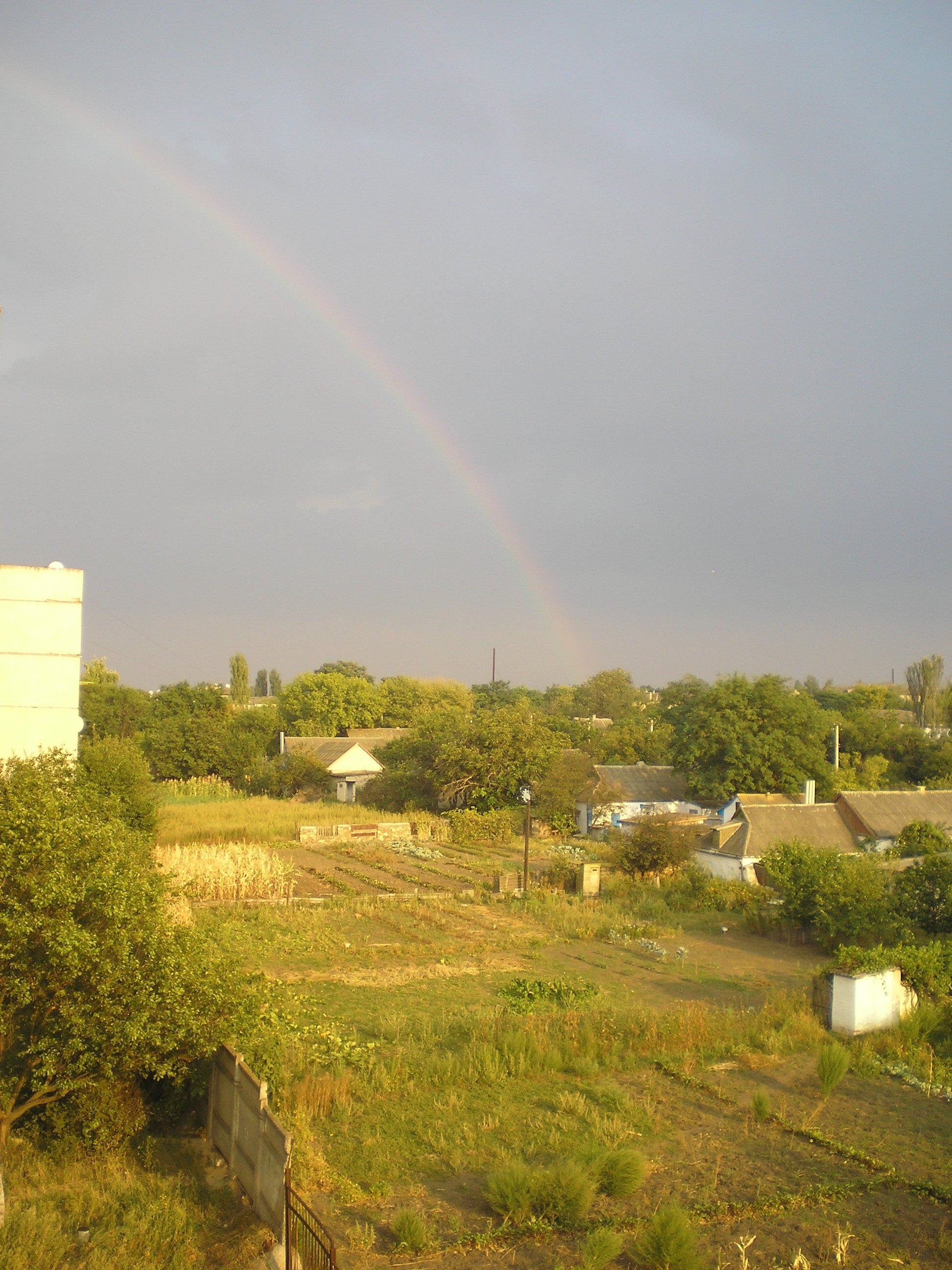
Веселка над Єланцем